# Undead Unluck
Undead Unluck (яп. アンデッドアンラック, Andeddo Anrakku, Немертвий і Невдача) — манґа, написана і проілюстрована Йошіфумі Тодзукою, що публікувалася з січня 2020 року по січень 2025 року в журналі Weekly Shonen Jump видавництва Shueisha. Станом на лютий 2025 року видана у 25 томів-танкобонів. Прем'єра аніме-адаптації, виробництвом якої зайнялися студії David Production і TMS Entertainment, відбулася 7 жовтня 2023 року.

## Сюжет
Фууко Ідзумо — молода дівчина, яка вже десять років живе одна після інциденту, що забрав життя понад 200 людей, включно з її батьками, коли їй було вісім років. Після завершення своєї улюбленої багатосерійної дівочої манґи Фууко вирішує покінчити життя самогубством. Її мучить той факт, що її ніхто не може торкнутися через її «нещасливу» здатність, яка приносить нещастя всім, з ким вона контактує у плоті. Вона зустрічає «немертвого» чоловіка, який має дивовижні здібності до регенерації і бажає померти якнайкращою смертю, бо йому не подобається його безсмертне життя. Для зручності Фууко називає його Енді, і вони починають працювати разом. Однак незабаром вони помічають, що їх переслідує Союз (яп. ユニオン, Union), таємнича організація.
Зрештою, вбивця Союзу на ім'я Шен розповідає їм, що організація має спеціальну команду, яка складається з десяти людей з особливими здібностями, і що, приєднавшись до команди, вони більше не будуть переслідуватися, тож вони вирішують приєднатися, щоб виконати бажання Енді про «найкращу смерть», і зіткнутися з численними ворогами і таємницями світу.

## Медіа

### Манґа
«Undead Unluck» написана та проілюстрована Йошіфумі Тодзукою. Ван-шот під назвою Undead+Unluck був вперше опублікований у журналі Weekly Shonen Jump видавництва Shueisha 28 січня 2019 року. Манга виходила в тому ж журналі з 20 січня 2020 року по 27 січня 2025 року. Перший том було випущено 3 квітня 2020 року. Усього видавництвом Shueisha станом на лютий 2025 року було випущено 25 томів-танкобонів манґи.
Манґа публікується онлайн у сервісі Manga Plus, що також належить Shueisha, та англійською мовою на веб-сайті Shonen Jump компанії Viz Media.

### Ранобе
Ранобе під назвою Undead Unluck: Fuzoroi na Union no Nichijō (яп. アンデッドアンラック 不揃いなユニオンの日常, Andeddo Anrakku Fuzoroina Yunion no Nichijō, Немертвий і Невдаха: Дивне повсякденне життя в Союзі), написане Савако Хірабаяші, було опубліковане 3 лютого 2023 року. Воно містить раніше нерозказану історію про повсякденне життя членів організації Союзу. До нього увійшли оповідання «Спогад Джини» і «Проникнення Шен в Академію». Тодзука керував роботою над романом і відповідав за ілюстрації. Друге ранобе того ж автора під назвою Undead Unluck: Romantic na Hiteisha no Kyūjitsu (яп. アンデッドアンラック ロマンチックな否定者の休日, Andeddo Anrakku Romanchikku na Hiteisha no Kyūjitsu, Немертвий і Невдаха: Вихідний день романтичного заперечувача), було опубліковане 4 жовтня 2023 року.

### Аніме
У серпні 2022 року було оголошено, що манґа отримає аніме-адаптацію у форматі телесеріалу. За виробництво та планування відповідає TMS Entertainment, за анімацію — David Production. Режисером аніме став Юкі Ясе, дизайном персонажів займається Хідеюкі Моріока. Музика написана Кенічіро Суехіро. Прем'єра відбулася 7 жовтня 2023 року в програмному блоці Super Animeism на всіх філіях JNN, включаючи MBS і TBS.
Серіал транслюється на Hulu у США та по всьому світу на Disney+ (у Латинській Америці на Star+, в Індії та Південно-Східній Азії на Disney+ Hotstar).

## Сприйняття
Станом на січень 2023 року тираж манги становить 1,8 млн копій.
У 2020 році Undead Unluck виграла 6-у премію Next Manga Award 2020, посівши перше місце серед 50 номінантів з 31 685 голосами. Манга посіла 14-е місце у списку найкращої манги 2021 року для читачів-чоловіків каталогу Kono Manga ga Sugoi!. Манга також посіла 6-е місце у рейтингу коміксів, рекомендованих співробітниками загальнонаціональних книгарень у 2021 році, на веб-сайті Honya Club.
Перший том манґи отримав неоднозначні відгуки. Anime News Network високо оцінили роботу Тодзуки, але дуже критично поставилися до зображення вкрай сексуального забарвлення стосунків Енді та Фууко. Ганна Коллінз з Comic Book Resources високо оцінила мистецтво Тодзуки у зображенні насильства та його комедійний потенціал, але також розкритикувала зображення стосунків головних героїв, де «тіло Фууко в першу чергу використовується як сексуалізоване знаряддя для Енді, яке він може обмацувати і кидати навколо за власним бажанням».